# Anortita
Anortita (português brasileiro) ou Anortite (português europeu) é um dos minerais da série da plagioclase, um dos 

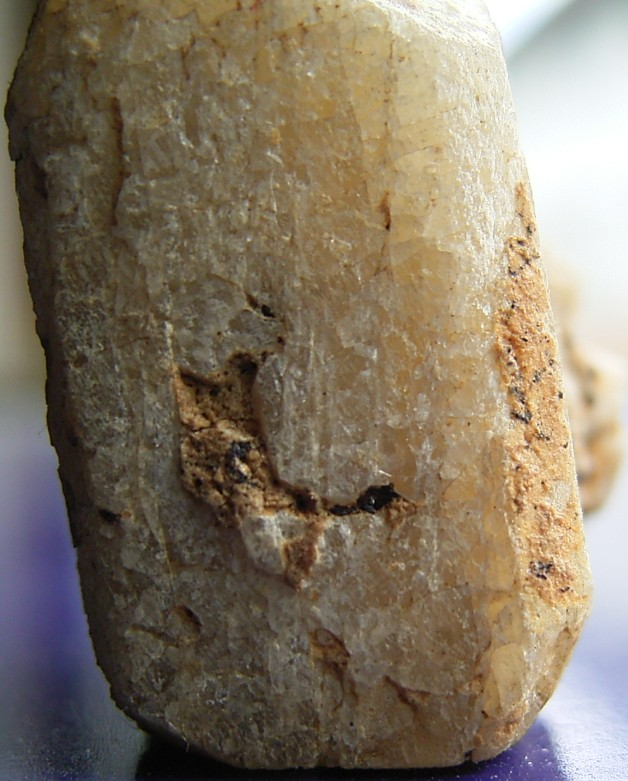
Anortita (Miyake, Japão).

grupos de minerais mais abundantes na crusta. A fórmula química da anortita é CaAl2Si2O8.
A anortite é o extremo cálcico da série da plagioclase, sendo o outro a albite (rica em sódio). O intervalo de composições intermédias entre estes dois minerais apresentam rácios variáveis de sódio e cálcio.
Cristaliza no sistema triclínico, sendo incolor a branca com brilho vítreo. A sua dureza é de 6 a 6.5. 
A anortite ocorre em rochas ígneas e metamórficas. As ocorrência tipo são Monte Somma e Valle di Fassa na Itália. Ocorre, também, em grandes quantidades, nas rochas dos planaltos lunares e foi encontrada em amostras do cometa Wild 2.